# Харикло
Харикло́ (др.-греч. Χαρικλώ) — героиня древнегреческой мифологии. В одной версии — дочь Кихрея, жена Хирона. Родила от Хирона Окирою (Гиппу). Кормилица Ахилла.
В другой версии это фиванская нимфа, подруга Афины. Мать (от Эвера) прорицателя Тиресия, который был ослеплён Афиной за то, что увидел обнажённую Афину.